# Lliga Segona FFCV 2023-24
La temporada 2023-24 de la Lliga Segona FFCV de fútbol corresponde a la primera edición de este campeonato que ocupa el octavo nivel en el sistema de ligas de fútbol de España en la Comunidad Valenciana. Comenzó el 9 de septiembre de 2023 y finalizó el 19 de mayo de 2024. Posteriormente, a partir del 25 de mayo se disputó la promoción de ascenso a la Lliga Primera FFCV.

## Sistema de competición
La liga consiste en 128 equipos distribuidos por proximidad geográfica en ocho grupos de 16 equipos cada uno. Al término de la temporada, los campeones ascienden a Lliga Primera FFCV de forma directa, a los que se unirán los cuatro vencedores de la promoción de ascenso, disputada por los subcampeones. Descienden a Lliga Tercera FFCV los tres últimos clasificados de cada grupo.

## Clasificaciones

### Grupo 1
| Pos. | Equipo                        | Pts. | PJ | G  | E  | P  | GF  | GC  | Dif. |                                           |
| ---- | ----------------------------- | ---- | -- | -- | -- | -- | --- | --- | ---- | ----------------------------------------- |
| 1    | C. D. Vall d'Alba             | 70   | 30 | 22 | 4  | 4  | 110 | 39  | +71  | Ascenso a Lliga Primera FFCV              |
| 2    | C. D. Betxí                   | 65   | 30 | 20 | 5  | 5  | 73  | 42  | +31  | Promoción de ascenso a Lliga Primera FFCV |
| 3    | C. F. U. E. Ripollés          | 65   | 30 | 20 | 5  | 5  | 69  | 34  | +35  |                                           |
| 4    | U. D. Atzeneta de Castellón   | 54   | 30 | 17 | 3  | 10 | 83  | 60  | +23  |                                           |
| 5    | C. D. Almazora "B"            | 54   | 30 | 16 | 6  | 8  | 67  | 49  | +18  |                                           |
| 6    | C. F. Traiguera               | 50   | 30 | 16 | 2  | 12 | 66  | 55  | +11  |                                           |
| 7    | Morella F. C.                 | 46   | 30 | 12 | 10 | 8  | 53  | 42  | +11  |                                           |
| 8    | C. F. Torreblanca             | 44   | 30 | 12 | 8  | 10 | 69  | 45  | +24  |                                           |
| 9    | Orpesa C. F.                  | 42   | 30 | 12 | 6  | 12 | 54  | 51  | +3   |                                           |
| 10   | C. F. Rafalafena de Castellón | 35   | 30 | 11 | 2  | 17 | 54  | 66  | −12  |                                           |
| 11   | A. C. D. Peñíscola            | 35   | 30 | 9  | 8  | 13 | 64  | 58  | +6   |                                           |
| 12   | C. F. San Pedro "B"           | 32   | 30 | 9  | 5  | 16 | 52  | 74  | −22  |                                           |
| 13   | Esportiu Vila-real            | 32   | 30 | 9  | 5  | 16 | 41  | 58  | −17  |                                           |
| 14   | C. F. Villafranca             | 31   | 30 | 9  | 4  | 17 | 46  | 64  | −18  | Descenso a Lliga Tercera FFCV             |
| 15   | C. D. Chert                   | 23   | 30 | 6  | 5  | 19 | 50  | 88  | −38  | Descenso a Lliga Tercera FFCV             |
| 16   | C. D. Benicasim               | 3    | 30 | 1  | 0  | 29 | 12  | 128 | −116 | Descenso a Lliga Tercera FFCV             |

Actualizado a los partidos jugados el 19 de mayo de 2024.
 Fuente: FFCV

### Grupo 2
| Pos. | Equipo                         | Pts. | PJ | G  | E | P  | GF | GC | Dif. |                                           |
| ---- | ------------------------------ | ---- | -- | -- | - | -- | -- | -- | ---- | ----------------------------------------- |
| 1    | Club Almenara Atlètic          | 74   | 30 | 23 | 5 | 2  | 95 | 32 | +63  | Ascenso a Lliga Primera FFCV              |
| 2    | Júpiter C. F. de Massamagrell  | 65   | 30 | 21 | 2 | 7  | 79 | 34 | +45  | Promoción de ascenso a Lliga Primera FFCV |
| 3    | C. D. Soneja "B"               | 65   | 30 | 20 | 5 | 5  | 66 | 37 | +29  |                                           |
| 4    | U. D. Vall de Uxó "B"          | 64   | 30 | 19 | 7 | 4  | 64 | 25 | +39  |                                           |
| 5    | Meliana C. F.                  | 62   | 30 | 19 | 5 | 6  | 59 | 31 | +28  |                                           |
| 6    | Deutsche Schule Valencia F. C. | 53   | 30 | 17 | 2 | 11 | 69 | 51 | +18  |                                           |
| 7    | C. F. Atlético Gilet           | 41   | 30 | 12 | 5 | 13 | 53 | 62 | −9   |                                           |
| 8    | C. D. Jérica                   | 40   | 30 | 11 | 7 | 12 | 43 | 36 | +7   |                                           |
| 9    | C. D. Altura                   | 35   | 30 | 11 | 2 | 17 | 40 | 63 | −23  |                                           |
| 10   | C. D. Burriana "B"             | 33   | 30 | 8  | 9 | 13 | 36 | 43 | −7   |                                           |
| 11   | El Puig C. E.                  | 31   | 30 | 9  | 4 | 17 | 40 | 69 | −29  |                                           |
| 12   | Atlético Saguntino "B"         | 31   | 30 | 9  | 4 | 17 | 36 | 58 | −22  |                                           |
| 13   | La Vilavella C. F.             | 28   | 30 | 8  | 4 | 18 | 57 | 83 | −26  |                                           |
| 14   | C. F. Faura                    | 26   | 30 | 7  | 5 | 18 | 41 | 81 | −40  | Descenso a Lliga Tercera FFCV             |
| 15   | F. B. Sagunto                  | 20   | 30 | 5  | 5 | 20 | 33 | 66 | −33  | Descenso a Lliga Tercera FFCV             |
| 16   | Rafelbuñol C. F.               | 14   | 30 | 3  | 5 | 22 | 20 | 70 | −50  | Descenso a Lliga Tercera FFCV             |

Actualizado a los partidos jugados el 18 de mayo de 2024.
 Fuente: FFCV

### Grupo 3
| Pos. | Equipo                             | Pts. | PJ | G  | E  | P  | GF | GC | Dif. |                                           |
| ---- | ---------------------------------- | ---- | -- | -- | -- | -- | -- | -- | ---- | ----------------------------------------- |
| 1    | C. D. F. B. L'Eliana               | 74   | 30 | 23 | 5  | 2  | 75 | 20 | +55  | Ascenso a Lliga Primera FFCV              |
| 2    | Atlético Moncadense                | 68   | 30 | 22 | 2  | 6  | 85 | 27 | +58  | Promoción de ascenso a Lliga Primera FFCV |
| 3    | Burjassot C. F.                    | 52   | 30 | 16 | 4  | 10 | 61 | 48 | +13  |                                           |
| 4    | F. B. A. C. Benaguasil             | 51   | 30 | 16 | 3  | 11 | 54 | 43 | +11  |                                           |
| 5    | Llíria U. D.                       | 49   | 30 | 14 | 7  | 9  | 53 | 41 | +12  |                                           |
| 6    | Patacona C. F. "B"                 | 47   | 30 | 13 | 8  | 9  | 55 | 34 | +21  |                                           |
| 7    | C. D. Serranos                     | 42   | 30 | 12 | 6  | 12 | 51 | 47 | +4   |                                           |
| 8    | Ribarroja C. F. "B"                | 40   | 30 | 11 | 7  | 12 | 45 | 40 | +5   |                                           |
| 9    | Unión Imposibles Beteró C. F.      | 38   | 30 | 11 | 5  | 14 | 49 | 51 | −2   |                                           |
| 10   | Atlético Villar C. F.              | 37   | 30 | 8  | 13 | 9  | 40 | 38 | +2   |                                           |
| 11   | Atlético del Turia C. F.           | 36   | 30 | 11 | 3  | 16 | 42 | 66 | −24  |                                           |
| 12   | San Antonio de Benagéber C. F. "B" | 35   | 30 | 10 | 5  | 15 | 54 | 71 | −17  |                                           |
| 13   | C. D. Pedralba                     | 34   | 30 | 9  | 7  | 14 | 42 | 54 | −12  |                                           |
| 14   | C. D. Juventud Manisense           | 29   | 30 | 7  | 8  | 15 | 39 | 68 | −29  | Descenso a Lliga Tercera FFCV             |
| 15   | Benisanó C. F.                     | 25   | 30 | 7  | 4  | 19 | 37 | 82 | −45  | Descenso a Lliga Tercera FFCV             |
| 16   | Torrefiel Athletic C. E.           | 19   | 30 | 6  | 1  | 23 | 45 | 97 | −52  | Descenso a Lliga Tercera FFCV             |

Actualizado a los partidos jugados el 19 de mayo de 2024.
 Fuente: FFCV

### Grupo 4
| Pos. | Equipo                            | Pts. | PJ | G  | E | P  | GF | GC  | Dif. |                                           |
| ---- | --------------------------------- | ---- | -- | -- | - | -- | -- | --- | ---- | ----------------------------------------- |
| 1    | U. D. Juventud Barrio del Cristo  | 79   | 30 | 25 | 4 | 1  | 86 | 13  | +73  | Ascenso a Lliga Primera FFCV              |
| 2    | Torrent C. F. "B"                 | 76   | 30 | 24 | 4 | 2  | 87 | 20  | +67  | Promoción de ascenso a Lliga Primera FFCV |
| 3    | Racing Llíria C. F.               | 68   | 30 | 21 | 5 | 4  | 82 | 30  | +52  |                                           |
| 4    | C. D. Cheste                      | 59   | 30 | 18 | 5 | 7  | 95 | 49  | +46  |                                           |
| 5    | Colegio Salgui EDE                | 53   | 30 | 15 | 8 | 7  | 68 | 45  | +23  |                                           |
| 6    | C. F. Chiva                       | 47   | 30 | 15 | 2 | 13 | 65 | 54  | +11  |                                           |
| 7    | C. D. Zafranar                    | 44   | 30 | 13 | 5 | 12 | 44 | 45  | −1   |                                           |
| 8    | C. D. Juventud Picanya            | 42   | 30 | 13 | 3 | 14 | 61 | 50  | +11  |                                           |
| 9    | C. D. Apolo                       | 42   | 30 | 13 | 3 | 14 | 67 | 66  | +1   |                                           |
| 10   | C. D. Monte Sión                  | 38   | 29 | 12 | 2 | 15 | 54 | 74  | −20  |                                           |
| 11   | Xirivella C. F.                   | 34   | 30 | 10 | 4 | 16 | 39 | 62  | −23  |                                           |
| 12   | Castellar O. C. F. Pobles del Sud | 32   | 30 | 9  | 5 | 16 | 42 | 65  | −23  |                                           |
| 13   | C. D. San Marcelino "B"           | 31   | 30 | 8  | 7 | 15 | 50 | 61  | −11  |                                           |
| 14   | U. D. Fonteta                     | 15   | 30 | 4  | 3 | 23 | 28 | 91  | −63  | Descenso a Lliga Tercera FFCV             |
| 15   | U. D. La Hoya C. F.               | 15   | 29 | 3  | 6 | 20 | 27 | 85  | −58  | Descenso a Lliga Tercera FFCV             |
| 16   | U. E. Alaquàs i Walter F. C.      | 8    | 30 | 2  | 2 | 26 | 39 | 124 | −85  | Descenso a Lliga Tercera FFCV             |

Actualizado a los partidos jugados el 19 de mayo de 2024.
 Fuente: FFCV

### Grupo 5
| Pos. | Equipo                          | Pts. | PJ | G  | E | P  | GF | GC | Dif. |                                           |
| ---- | ------------------------------- | ---- | -- | -- | - | -- | -- | -- | ---- | ----------------------------------------- |
| 1    | U. E. Vall del Alcalans         | 80   | 30 | 25 | 5 | 0  | 80 | 20 | +60  | Ascenso a Lliga Primera FFCV              |
| 2    | C. D. Rafelguaraf               | 63   | 30 | 19 | 6 | 5  | 64 | 31 | +33  | Promoción de ascenso a Lliga Primera FFCV |
| 3    | Alcàsser C. F.                  | 62   | 30 | 18 | 8 | 4  | 63 | 29 | +34  |                                           |
| 4    | P. D. Ayorense                  | 50   | 30 | 14 | 8 | 8  | 54 | 35 | +19  |                                           |
| 5    | C. D. Enguera                   | 48   | 30 | 14 | 6 | 10 | 61 | 47 | +14  |                                           |
| 6    | Picasent C. F.                  | 42   | 30 | 12 | 6 | 12 | 53 | 51 | +2   |                                           |
| 7    | C. D. Llosa                     | 40   | 30 | 12 | 4 | 14 | 46 | 49 | −3   |                                           |
| 8    | C. D. L´Alcúdia de Crespins     | 39   | 30 | 10 | 9 | 11 | 39 | 48 | −9   |                                           |
| 9    | C. D. Benifaió                  | 36   | 30 | 11 | 3 | 16 | 49 | 65 | −16  |                                           |
| 10   | U. D. Castellonense "B"         | 36   | 30 | 9  | 9 | 12 | 41 | 52 | −11  |                                           |
| 11   | Moixent C. F.                   | 34   | 30 | 9  | 7 | 14 | 48 | 48 | 0    |                                           |
| 12   | A. C. Carlet                    | 34   | 30 | 9  | 7 | 14 | 42 | 49 | −7   |                                           |
| 13   | Almussafes C. F.                | 33   | 30 | 9  | 6 | 15 | 45 | 53 | −8   |                                           |
| 14   | U. D. Balompié Alfafar          | 32   | 30 | 9  | 5 | 16 | 41 | 62 | −21  | Descenso a Lliga Tercera FFCV             |
| 15   | Unió Benetúser-Favara C. F. "B" | 25   | 30 | 6  | 7 | 17 | 45 | 66 | −21  | Descenso a Lliga Tercera FFCV             |
| 16   | C. F. Racing Xátiva             | 16   | 30 | 4  | 4 | 22 | 24 | 90 | −66  | Descenso a Lliga Tercera FFCV             |

Actualizado a los partidos jugados el 19 de mayo de 2024.
 Fuente: FFCV

### Grupo 6
| Pos. | Equipo                          | Pts. | PJ | G  | E  | P  | GF | GC  | Dif. |                                           |
| ---- | ------------------------------- | ---- | -- | -- | -- | -- | -- | --- | ---- | ----------------------------------------- |
| 1    | C. F. Llutxent                  | 71   | 30 | 22 | 5  | 3  | 63 | 27  | +36  | Ascenso a Lliga Primera FFCV              |
| 2    | U. D. Portuarios-DISARP         | 65   | 30 | 19 | 8  | 3  | 61 | 27  | +34  | Promoción de ascenso a Lliga Primera FFCV |
| 3    | Safor C. F. Gandía              | 61   | 30 | 19 | 4  | 7  | 70 | 28  | +42  |                                           |
| 4    | Gorgos C. F.                    | 57   | 30 | 17 | 6  | 7  | 80 | 38  | +42  |                                           |
| 5    | C. F. Orba                      | 56   | 30 | 17 | 5  | 8  | 55 | 31  | +24  |                                           |
| 6    | C. F. Simat                     | 52   | 30 | 16 | 4  | 10 | 70 | 50  | +20  |                                           |
| 7    | U. D. Oliva                     | 48   | 30 | 13 | 9  | 8  | 52 | 36  | +16  |                                           |
| 8    | C. F. Bellreguard               | 38   | 30 | 11 | 5  | 14 | 50 | 53  | −3   |                                           |
| 9    | Real de Gandía C. F.            | 34   | 30 | 10 | 4  | 16 | 34 | 49  | −15  |                                           |
| 10   | C. D. Olímpic "B"               | 34   | 30 | 9  | 7  | 14 | 42 | 60  | −18  |                                           |
| 11   | U. D. Beniopa                   | 32   | 30 | 9  | 5  | 16 | 43 | 49  | −6   |                                           |
| 12   | U. E. Benifairó de la Valldigna | 31   | 30 | 7  | 10 | 13 | 42 | 60  | −18  |                                           |
| 13   | F. B. Teulada-Moraira           | 30   | 30 | 8  | 6  | 16 | 40 | 57  | −17  |                                           |
| 14   | U. D. Montaverner               | 29   | 30 | 8  | 5  | 17 | 40 | 61  | −21  | Descenso a Lliga Tercera FFCV             |
| 15   | C. E. Pedreguer                 | 28   | 30 | 7  | 7  | 16 | 37 | 62  | −25  | Descenso a Lliga Tercera FFCV             |
| 16   | Racing Rafelcofer C. F.         | 8    | 30 | 2  | 2  | 26 | 26 | 117 | −91  | Descenso a Lliga Tercera FFCV             |

Actualizado a los partidos jugados el 19 de mayo de 2024.
 Fuente: FFCV

### Grupo 7
| Pos. | Equipo                             | Pts. | PJ | G  | E | P  | GF | GC  | Dif. |                                           |
| ---- | ---------------------------------- | ---- | -- | -- | - | -- | -- | --- | ---- | ----------------------------------------- |
| 1    | C. D. Betis Florida                | 70   | 30 | 22 | 4 | 4  | 97 | 43  | +54  | Ascenso a Lliga Primera FFCV              |
| 2    | C. F. Intercity "B"                | 69   | 30 | 21 | 6 | 3  | 86 | 32  | +54  | Promoción de ascenso a Lliga Primera FFCV |
| 3    | C. F. Atlético Jonense             | 65   | 30 | 19 | 8 | 3  | 75 | 34  | +41  |                                           |
| 4    | U. D. Benisa                       | 54   | 30 | 16 | 6 | 8  | 66 | 45  | +21  |                                           |
| 5    | C. F. Benidorm "B"                 | 53   | 30 | 17 | 5 | 8  | 73 | 47  | +26  |                                           |
| 6    | Club Costa City                    | 52   | 30 | 16 | 4 | 10 | 62 | 48  | +14  |                                           |
| 7    | Alicante Enyeca C. F.              | 45   | 30 | 13 | 6 | 11 | 68 | 58  | +10  |                                           |
| 8    | C. D. Salesianos Alicante          | 43   | 30 | 12 | 7 | 11 | 63 | 49  | +14  |                                           |
| 9    | C. F. Alfaz del Pi                 | 42   | 30 | 13 | 3 | 14 | 56 | 61  | −5   |                                           |
| 10   | U. D. Altea                        | 39   | 30 | 12 | 3 | 15 | 52 | 77  | −25  |                                           |
| 11   | C. D. Universitat d´Alacant        | 36   | 30 | 11 | 3 | 16 | 53 | 55  | −2   |                                           |
| 12   | Alicante City F. C.                | 34   | 30 | 9  | 7 | 14 | 57 | 66  | −9   |                                           |
| 13   | F. C. Jove Español San Vicente "B" | 32   | 30 | 9  | 5 | 16 | 53 | 57  | −4   |                                           |
| 14   | Agost F. C.                        | 19   | 30 | 4  | 7 | 19 | 40 | 76  | −36  | Descenso a Lliga Tercera FFCV             |
| 15   | Carrús U. D. Ilicitana CF "B"      | 14   | 30 | 4  | 2 | 24 | 44 | 106 | −62  | Descenso a Lliga Tercera FFCV             |
| 16   | Atlético Callosa                   | 9    | 30 | 4  | 0 | 26 | 26 | 117 | −91  | Descenso a Lliga Tercera FFCV             |

Actualizado a los partidos jugados el 19 de mayo de 2024.
 Fuente: FFCV

### Grupo 8
| Pos. | Equipo                  | Pts. | PJ | G  | E | P  | GF | GC | Dif. |                                           |
| ---- | ----------------------- | ---- | -- | -- | - | -- | -- | -- | ---- | ----------------------------------------- |
| 1    | C. D. Montesinos        | 62   | 30 | 19 | 5 | 6  | 57 | 35 | +22  | Ascenso a Lliga Primera FFCV              |
| 2    | Guardamar Soccer C. D.  | 60   | 30 | 19 | 3 | 8  | 68 | 29 | +39  | Promoción de ascenso a Lliga Primera FFCV |
| 3    | C. D. Cox               | 57   | 30 | 17 | 6 | 7  | 58 | 29 | +29  |                                           |
| 4    | C. D. Eldense "C"       | 56   | 30 | 18 | 2 | 10 | 54 | 33 | +21  |                                           |
| 5    | Aspe U. D.              | 53   | 30 | 16 | 5 | 9  | 46 | 27 | +19  |                                           |
| 6    | U. D. F. Sax            | 53   | 30 | 16 | 5 | 9  | 54 | 44 | +10  |                                           |
| 7    | C. F. Sporting Albatera | 52   | 30 | 15 | 7 | 8  | 65 | 46 | +19  |                                           |
| 8    | C. F. Atlético Algorfa  | 51   | 30 | 14 | 9 | 7  | 56 | 38 | +18  |                                           |
| 9    | Monóvar Atlético        | 45   | 30 | 13 | 6 | 11 | 54 | 54 | 0    |                                           |
| 10   | Elche Dream C. F.       | 43   | 30 | 13 | 4 | 13 | 51 | 53 | −2   |                                           |
| 11   | C. F. Rafal             | 33   | 30 | 8  | 9 | 13 | 43 | 49 | −6   |                                           |
| 12   | Algueña C. F.           | 26   | 30 | 7  | 5 | 18 | 35 | 66 | −31  |                                           |
| 13   | Racing San Miguel C. F. | 25   | 30 | 6  | 7 | 17 | 44 | 63 | −19  |                                           |
| 14   | Peñaraval C. F.         | 24   | 30 | 7  | 3 | 20 | 34 | 72 | −38  | Descenso a Lliga Tercera FFCV             |
| 15   | Sporting Dolores C. F.  | 23   | 30 | 5  | 8 | 17 | 31 | 56 | −25  | Descenso a Lliga Tercera FFCV             |
| 16   | U. D. La Coca-Aspense   | 12   | 30 | 2  | 6 | 22 | 24 | 80 | −56  | Descenso a Lliga Tercera FFCV             |

Actualizado a los partidos jugados el 19 de mayo de 2024.
 Fuente: FFCV

## Promoción de ascenso a Lliga Primera
| Ida; 25 de mayo de 2024, 16:00 | C. F. Intercity "B"              | 2:0 (1:0) | Júpiter C. F. de Massamagrell | Polideportivo municipal, San Juan de Alicante |                                 |
|                                | Ángel Rodes 5' · Gerardo Ron 90' | Reporte   |                               | Árbitro(s): De la Serna Álvarez               | Árbitro(s): De la Serna Álvarez |

| Vuelta; 1 de junio de 2024, 18:00 | Júpiter C. F. de Massamagrell                  | 2:4 (1:1) (Global 2:6) | C. F. Intercity "B"                                       | Campo municipal, Massamagrell |                          |
|                                   | Alejandro Monsalve 19' · Guillermo Sánchez 67' | Reporte                | Umaru Konare 31' 87' · Thomas Webb 60' · Martín Pérez 89' | Árbitro(s): Estévez Mora      | Árbitro(s): Estévez Mora |

| Asciende C. F. Intercity "B" El Júpiter C. F. de Massamagrell asciende posteriormente al producirse una vacante en Primera FFCV |

| Ida; 25 de mayo de 2024, 18:00 | Torrent C. F. "B" | 0:1 (0:0) | C. D. Betxí   | San Gregorio, Torrente       |                              |
|                                |                   | Reporte   | Xavi Sola 48' | Árbitro(s): Espinosa Cabezas | Árbitro(s): Espinosa Cabezas |

| Vuelta; 2 de junio de 2024, 18:00 | C. D. Betxí                         | 2:4 (1:1) (Global 3:4) | Torrent C. F. "B"                        | Municipal de Betxí, Bechí |                           |
|                                   | Néstor Peña 30' · Daniel Seglar 48' | Reporte                | Diego García 19' 72' · Héctor Chulvi 91' | Árbitro(s): Ponce Guillem | Árbitro(s): Ponce Guillem |

| Asciende Torrent C. F. "B" |

| Ida; 25 de mayo de 2024, 18:00 | C. D. Rafelguaraf | 1:0 (1:0) | Atlético Moncadense | J. Vidal Serena Tito, Rafelguaraf |                         |
|                                | Alberto Faus 4'   | Reporte   |                     | Árbitro(s): López Toral           | Árbitro(s): López Toral |

| Vuelta; 1 de junio de 2024, 17:30 | Atlético Moncadense | 1:1 (0:0) (Global 1:2) | C. D. Rafelguaraf     | Miguel Tendillo, Moncada   |                            |
|                                   | Eric Hortelano 46'  | Reporte                | Christian Escrivà 90' | Árbitro(s): Fragols Sancho | Árbitro(s): Fragols Sancho |

| Asciende C. D. Rafelguaraf El Atlético Moncadense asciende posteriormente al producirse una vacante en Primera FFCV |

| Ida; 25 de mayo de 2024, 19:00 | Guardamar Soccer C. D. | 1:1 (1:1) | U. D. Portuarios-DISARP | Nuevo Frumentaria, Formentera del Segura |                          |
|                                | Celestino Verdú 4'     | Reporte   | Miquel Aparisi 23'      | Árbitro(s): Bernat Ferre                 | Árbitro(s): Bernat Ferre |

| Vuelta; 2 de junio de 2024, 18:30 | U. D. Portuarios-DISARP               | 2:0 (1:0) (Global 3:1) | Guardamar Soccer C. D. | Fort Llopis, Gandía        |                            |
|                                   | Yhoan Ortiz 26' · Moisés González 82' | Reporte                |                        | Árbitro(s): Badía González | Árbitro(s): Badía González |

| Asciende U. D. Portuarios-DISARP |